# Municipio Regional de Halton

Mapa del área metropolitana de Toronto. En verde la región de Halton.

El Municipio Regional de Halton, o Región de Halton, es una región administrativa de la provincia de Ontario, Canadá. 
Se ubica en la parte sudoeste del área metropolitana de Toronto, y hasta 1974 era conocida como Condado de Halton. Comprende la ciudad de Burlington, Oakville, Milton y Halton Hills. Su capital es Oakville. Las ciudades de Oakville y Burlington conforman en gran parte el área urbana del sur de la región, mientras que las ciudades de Milton y Halton Hills, al norte, son significativamente más rurales.
La Región de Halton tiene una población de 375.229 habitantes (2001), repartidos por una superficie de 939 km².

## Demografía
Perfil racial
- 90,8% Blancos
- 2,7% Asiáticos
- 1,2% Afrocanadienses
- 1,1% Chinos
- 0,6% Filipinos

Perfil religioso
- 41,8% Protestantes
- 34,5% Católicos
- 3,5% Otros cristianos
- 1,2% Musulmanes
- 0,7% Hindúes
- 18,3% no religiosos, otras